# Szemrowice (gromada)
Szemrowice – dawna gromada, czyli najmniejsza jednostka podziału terytorialnego Polskiej Rzeczypospolitej Ludowej w latach 1954–1972.
Gromady, z gromadzkimi radami narodowymi (GRN) jako organami władzy najniższego stopnia na wsi, funkcjonowały od reformy reorganizującej administrację wiejską przeprowadzonej jesienią 1954 do momentu ich zniesienia z dniem 1 stycznia 1973, tym samym wypierając organizację gminną w latach 1954–1972.
Gromadę Szemrowice z siedzibą GRN w Szemrowicach utworzono – jako jedną z 8759 gromad na obszarze Polski – w powiecie lublinieckim w woj. stalinogrodzkim, na mocy uchwały nr 20/54 WRN w Stalinogrodzie z dnia 5 października 1954. W skład jednostki weszły obszary dotychczasowych gromad Makowczyce i Szemrowice (z wyłączeniem terenów wchodzących w skład gromad Myślina i Rzędowice) oraz Warłów (z wyłączeniem terenów wchodzących w skład gromady Rzędowice) ze zniesionej gminy Szemrowice w tymże powiecie. Dla gromady ustalono 17 członków gromadzkiej rady narodowej.
20 grudnia 1956 województwo stalinogrodzkie przemianowano (z powrotem) na katowickie.
31 grudnia 1961 do gromady Szemrowice włączono wieś Rzędowice ze zniesionej gromady Rzędowice w tymże powiecie.
Gromada przetrwała do końca 1972 roku, czyli do kolejnej reformy gminnej.